# مینا آذریان
مینا آذریان (سوئدی: Mina Azarian؛ زادهٔ آبادان۲۵ سپتامبر ۱۹۵۹) بازیگر ایرانی‌الاصل اهل سوئد است.
در ایران فیلم سینمایی پرونده در سال ۱۳۶۲ تنها کار سینمایی اوست با بازی فرامرز قریبیان. از فیلم‌ها یا برنامه‌های تلویزیونی که وی در آن نقش داشته است می‌توان به زنان بدون مردان و بال‌های شیشه‌ای اشاره کرد.